# Simone Mendes
Simone Mendes Rocha Diniz (Uibaí, 24 maggio 1984) è una cantante brasiliana, ex membro del duo musicale Simone & Simaria.

## Biografia
Mendes è entrata a far parte del duo di successo Simone & Simaria nel 2004, con il quale ha pubblicato diversi album in studio nel corso degli anni. Nella seconda metà del 2022 viene annunciato il suo ritiro dalla formazione per concentrarsi sulla propria carriera da solista.
La sua Erro gostoso (2023) ha raggiunto la top five della Brazil Songs, è stata certificata nonuplo diamante dalla Pro-Música Brasil e platino dalla Associação Fonográfica Portuguesa. La hit è contenuta nell'album dal vivo d'esordio Cintilante (2023), certificato diamante. Nello stesso anno è uscita Daqui pra sempre, un duetto con Manu, numero uno in Brasile; la canzone interpola Tattoo della svedese Loreen, brano vincitore dell'Eurovision Song Contest 2023.
Il secondo disco di inediti dal vivo, Cantando sua história (2024), è doppio platino per le 160 000 unità equivalenti.

## Discografia

### Album dal vivo
- 2023 – Cintilante
- 2024 – Cantando sua história

### EP
- 2023 – Cintilante Vol. 01
- 2024 – Cantando sua história, Vol. 1
- 2024 – Cantando sua história, Vol. 2

### Singoli
- 2023 – Oi erro
- 2023 – Manda um oi (con Guilherme & Benuto)
- 2023 – Nossa distância (con Luan Santana)
- 2023 – Cavalgada
- 2023 – Você mereceu
- 2023 – Te troquei pelos bares (con Edson & Hudson)
- 2023 – Mesa vermelha (con MC Daniel, Péricles e Marina Sena)
- 2023 – Daqui pra sempre (con Manu)
- 2024 – Traindo no escuro (con Clayton & Romário)
- 2024 – Amor diferente (con Thiago & Samuel e Os Parazim)
- 2024 – Meu pra sempre não era meu
- 2024 – A casa é sua (con Padre Marcelo Rossi)
- 2024 – Língua doce (con Léo Santana)
- 2024 – Manda um oi (con Guilherme & Benuto e Hyago Gomes)
- 2024 – Romance de filme (con Chitãozinho & Xororó)
- 2024 – Ranking dos inesquecíveis
- 2024 – Abandonando (con Marcos & Belutti)
- 2024 – Eu quero que você se (con Zé Neto & Cristiano)
- 2024 – Disco arranhado (con César Menotti & Fabiano)
- 2024 – Saudade burra (con Lauana Prado)
- 2025 – Me ama ou me larga
- 2025 – Saudade proibida
- 2025 – P do pecado (con Grupo Menos É Mais)